# Pattensen
Pattensen est une ville allemande du district de Hanovre, en Basse-Saxe. Elle se situe approximativement à 12 km au sud de Hanovre.

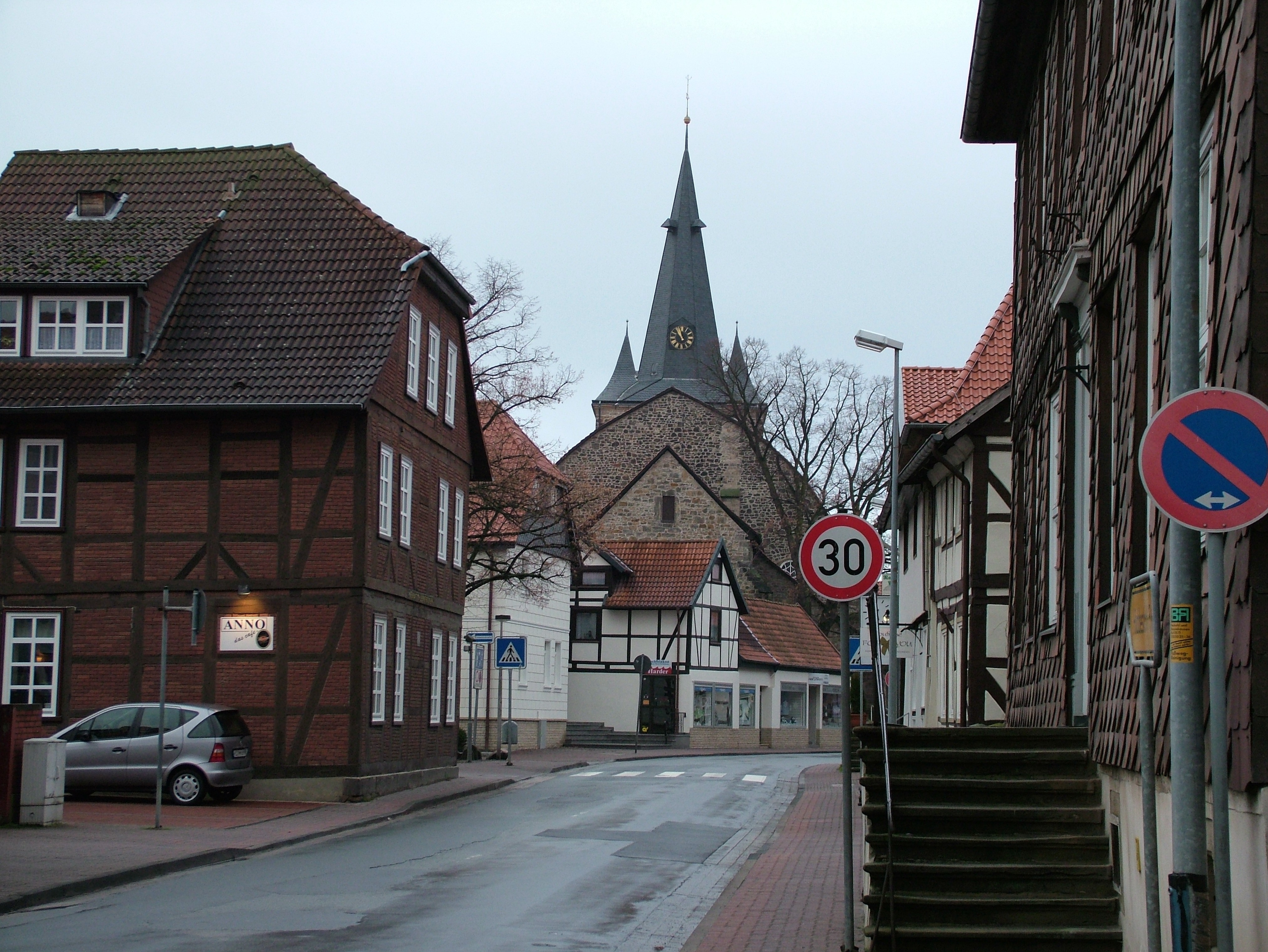
The Dammstraße with the ev. Church
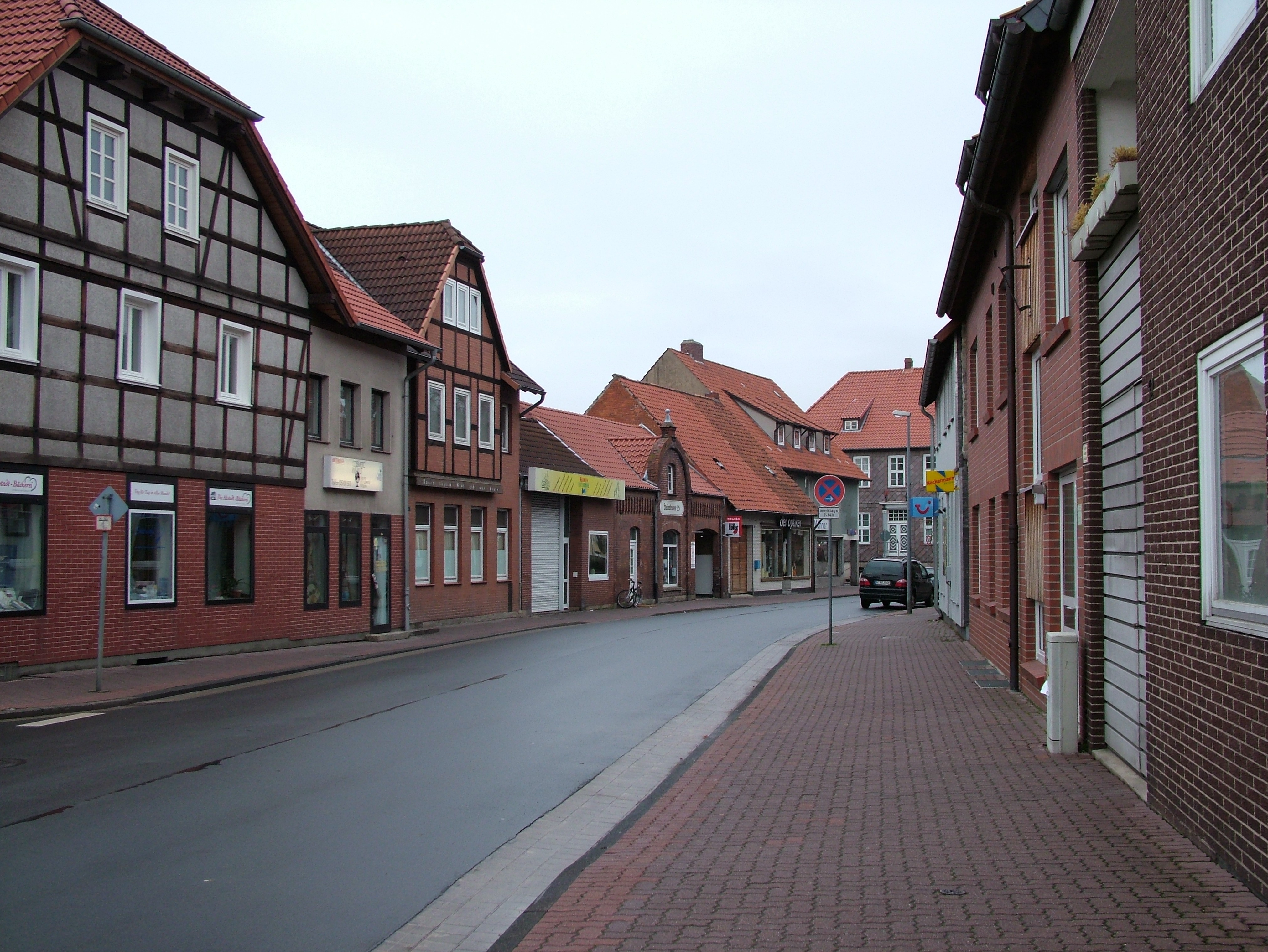
Steinstraße
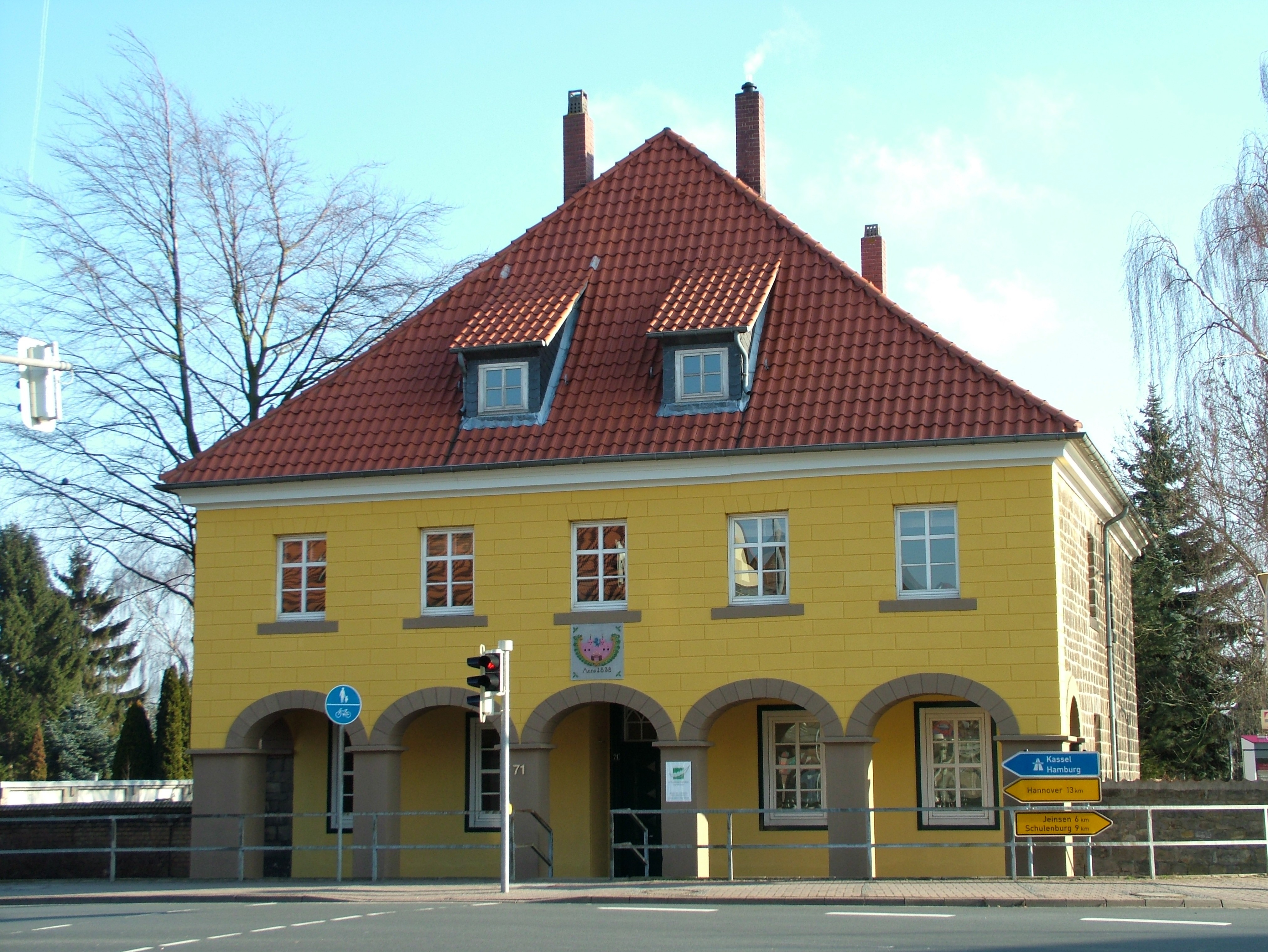
Alte Wache
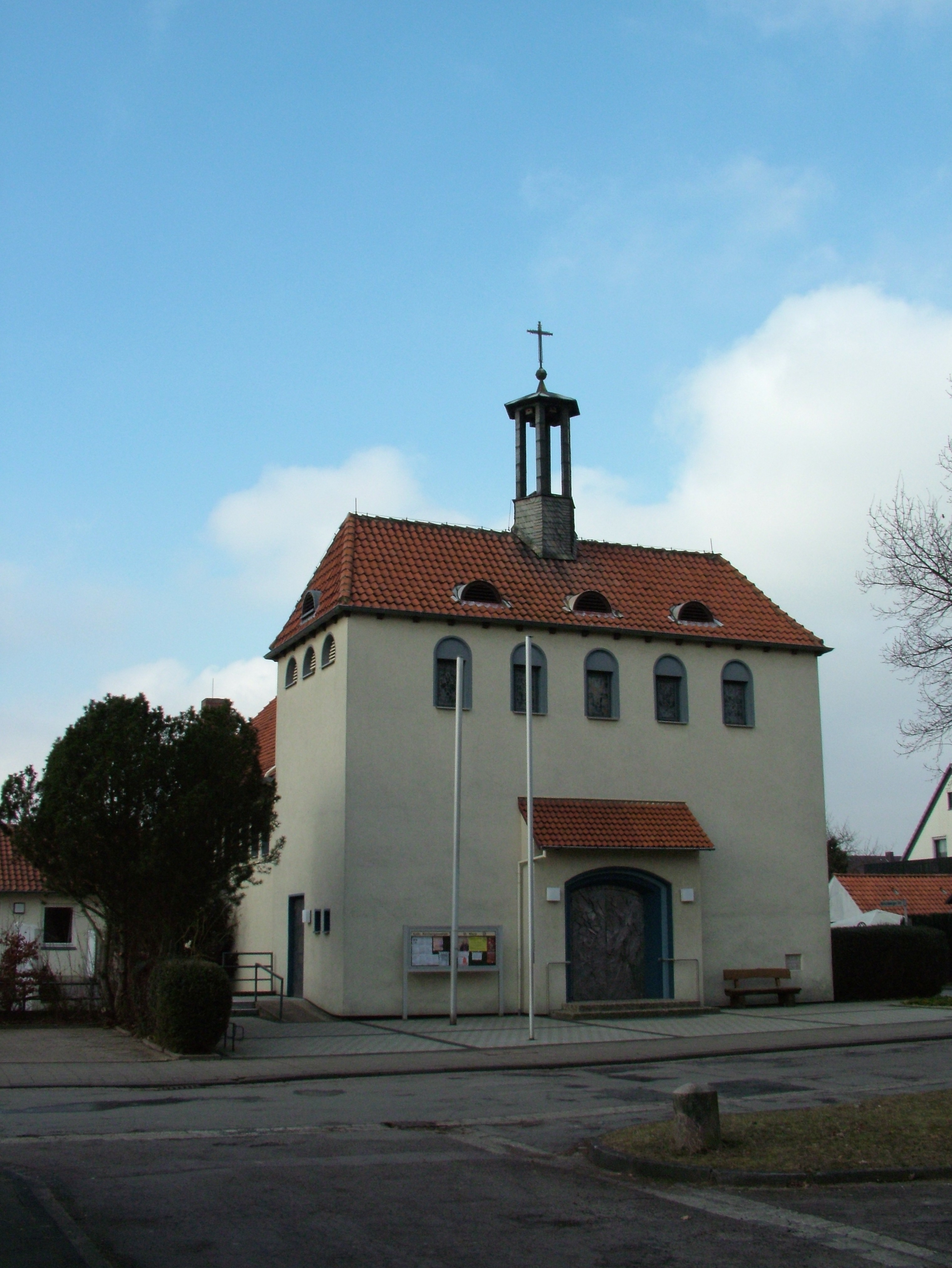
cath. Church

## Personnalités liées à la ville
- Carl Engel (1818-1882), musicographe né à Pattensen.
- Johann Meister (1862-1943), général né à Pattensen.
- Guelf de Hanovre (1947-1981), prince né au château de Marienburg.